# Palacios de Sanabria
Palacios de Sanabria es un municipio y localidad española de la provincia de Zamora, en la comunidad autónoma de Castilla y León.

## Geografía
Integrado en la comarca de Sanabria, al noroeste de la provincia de Zamora, se sitúa a 108 kilómetros de la capital provincial. El municipio está atravesado por la autovía de las Rías Bajas A-52 entre los pK 71 y 77, así como por la carretera nacional N-525 y la carretera provincial ZA-125 que comunica con Espadadeño. En su término municipal se encuentran las localidades de Otero de Sanabria, Remesal y Vime de Sanabria.
El relieve del municipio tiene dos partes diferenciadas, más montañosa al norte y con el valle del río Tera al sur, donde forma el embalse de Cernadilla. La altitud del municipio oscila entre los 1230 metros al noroeste (Monte de Vime) y los 900 metros en el embalse. El pueblo se alza a 971 metros sobre el nivel del mar. 
| Noroeste: Robleda-Cervantes  | Norte: Rosinos de la Requejada | Noreste: Asturianos         |
| Oeste: Robleda-Cervantes     |                                | Este: Asturianos            |
| Suroeste: Puebla de Sanabria | Sur: Puebla de Sanabria        | Sureste: Manzanal de Arriba |

## Historia
Durante la Edad Media Palacios quedó integrado en el Reino de León, cuyos monarcas habrían acometido la repoblación de la localidad dentro del proceso repoblador llevado a cabo en Sanabria. Tras la independencia de Portugal del reino leonés en 1143 Palacios habría sufrido por su situación geográfica los conflictos entre los reinos leonés y portugués por el control de la frontera, quedando estabilizada la situación a inicios del siglo XIII.
Posteriormente, en la Edad Moderna, Palacios fue una de las localidades que se integraron en la provincia de las Tierras del conde de Benavente y dentro de esta en la receptoría de Sanabria. No obstante, al reestructurarse las provincias y crearse las actuales en 1833, Palacios de Sanabria pasó a formar parte de la provincia de Zamora, dentro de la Región Leonesa, quedando integrado en 1834 en el partido judicial de Puebla de Sanabria.
Por otro lado, entre 1840 y 1860, el municipio de Palacios de Sanabria amplió se extensión territorial, al integrar en su término las localidades de Vime de Sanabria y Remesal. No obstante, la extensión actual del término no llegó hasta 1965, cuando el municipio de Otero de Sanabria se integró en el de Palacios.
Respecto al gentilicio de los habitantes de Palacios de Sanabria, el más aceptado actualmente es "arguselo/a", aunque existen indicios y testimonios de los mayores del lugar que indican que el gentilicio original es "matiego/a".

## Geografía humana

### Núcleos de población
El municipio se divide en cuatro núcleos de población, que poseían la siguiente población en 2024 según el INE.
| Núcleo de población  | Población |
| -------------------- | --------- |
| Palacios de Sanabria | 113       |
| Vime de Sanabria     | 62        |
| Otero de Sanabria    | 29        |
| Remesal              | 26        |

### Demografía
Cuenta con una población de 230 habitantes (INE 2024).
| Gráfica de evolución demográfica de Palacios de Sanabria entre 1842 y 2021 |
| |
| Población de derecho según los censos de población del INE Población de hecho según los censos de población del INEEntre el censo de 1857 y el anterior, crece el término del municipio porque incorpora a 495173 (Vime de Sanabria) Entre el censo de 1860 y el anterior, crece el término del municipio porque incorpora a 49523 (Remesal) |

## Administración y política
| Resultado elecciones municipales del 25 de mayo de 2015 en Palacios de Sanabria |       |            |            |
| Nombre                                                                          | Votos | Porcentaje | Concejales |
| Partido Popular                                                                 | 105   | 55.56%     | 4          |
| Partido Socialista Obrero Español                                               | 82    | 43.39%     | 3          |

## Monumentos y lugares de interés
En la parte alta del pueblo se sitúa la ermita de Santo Cristo, cuyo recinto lo forman tres naves y en su cabecera destaca un retablo barroco presidido por la imagen del Crucificado. De su iglesia parroquial, el otro edificio eclesiástico de esta localidad, de su exterior llama especialmente la atención su campanario y, de su interior, el retablo neoclásico que preside la estancia.
En Palacios también son significativos los palomares que, a diferencia de los de Tierra de Campos, han sido construidos en mampostería oscura y cubiertos con pizarra.

## Galería de imágenes

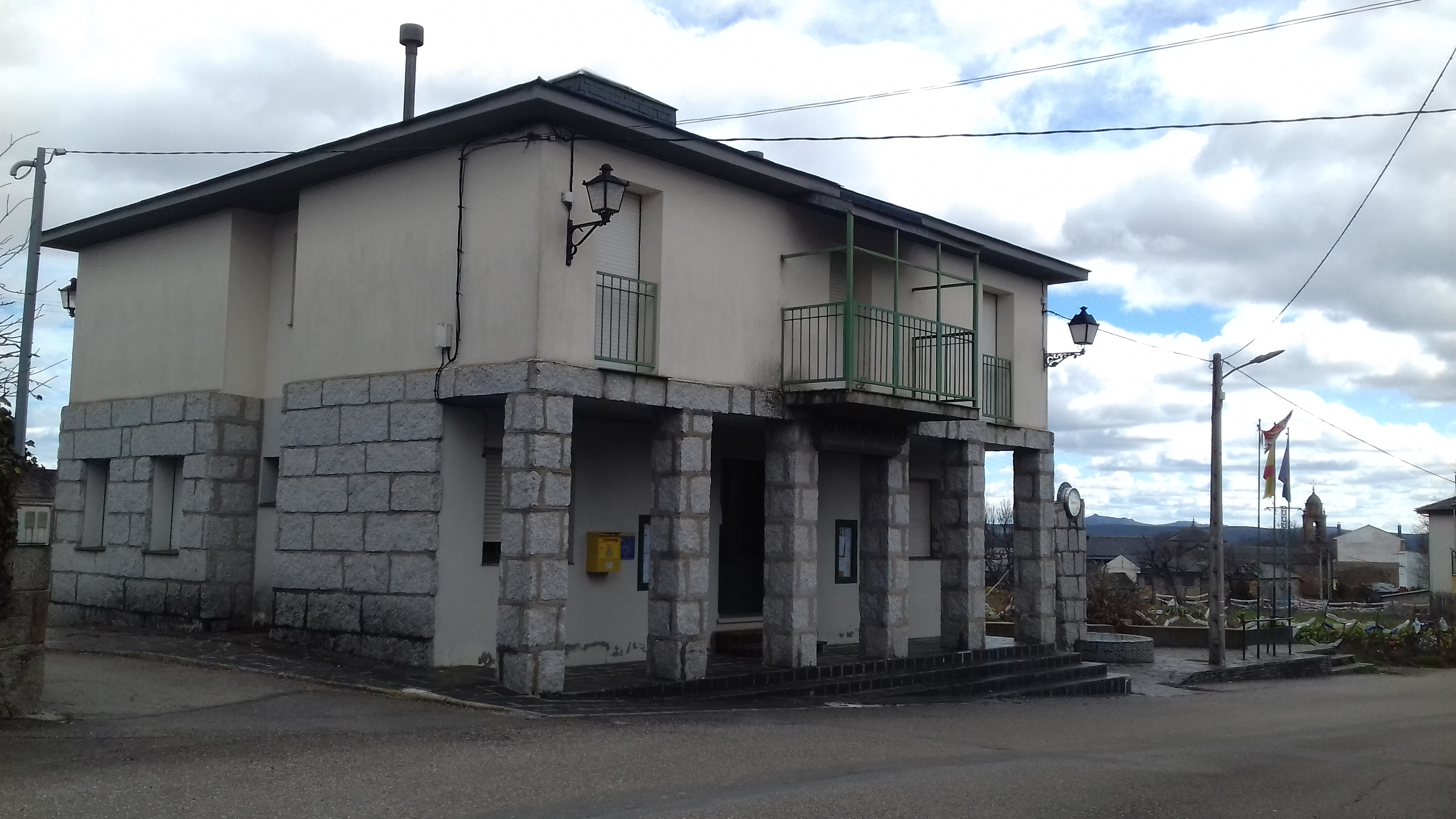
Casa Consistorial
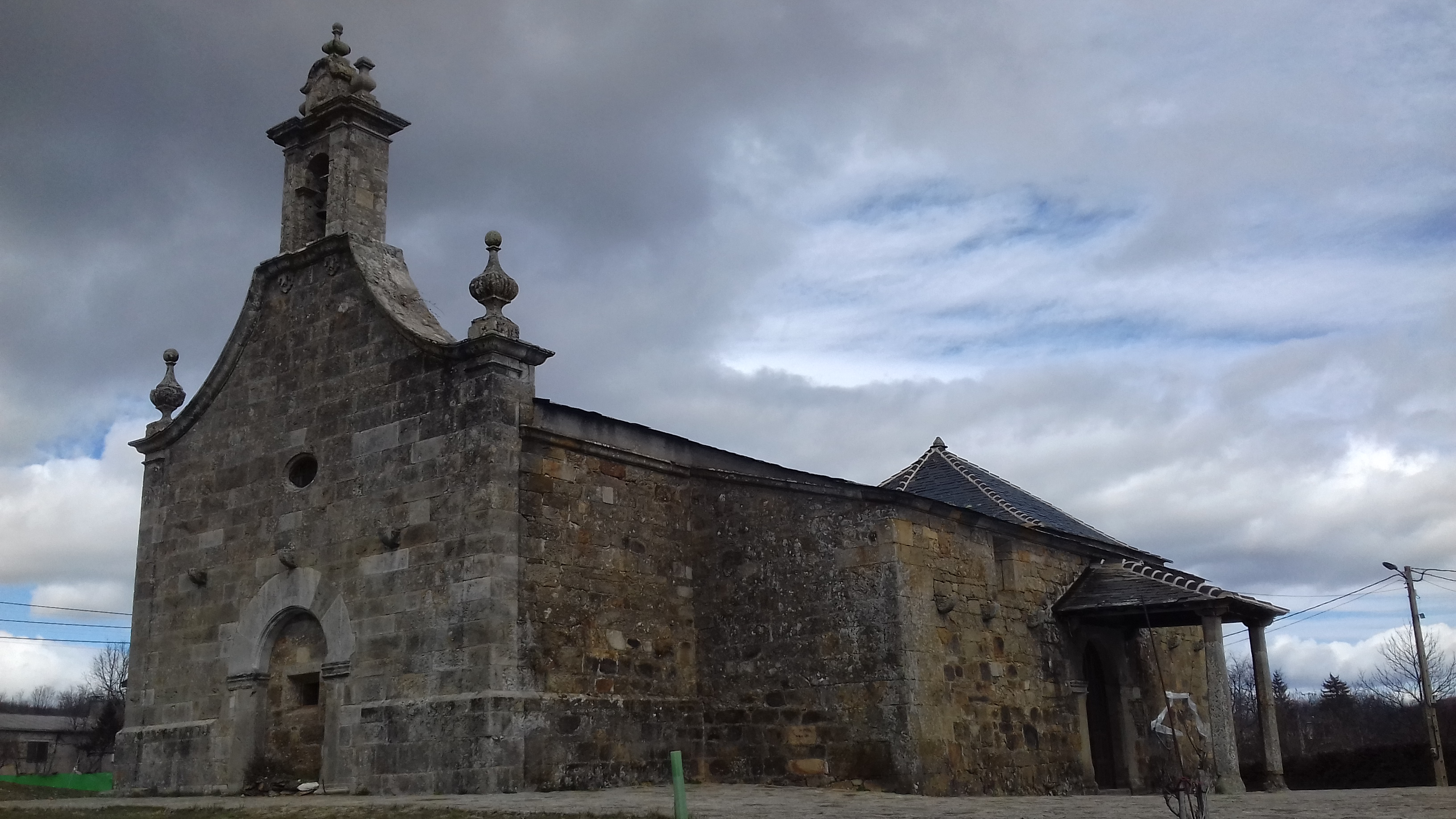
Santuario del Santo Cristo de la Piedad
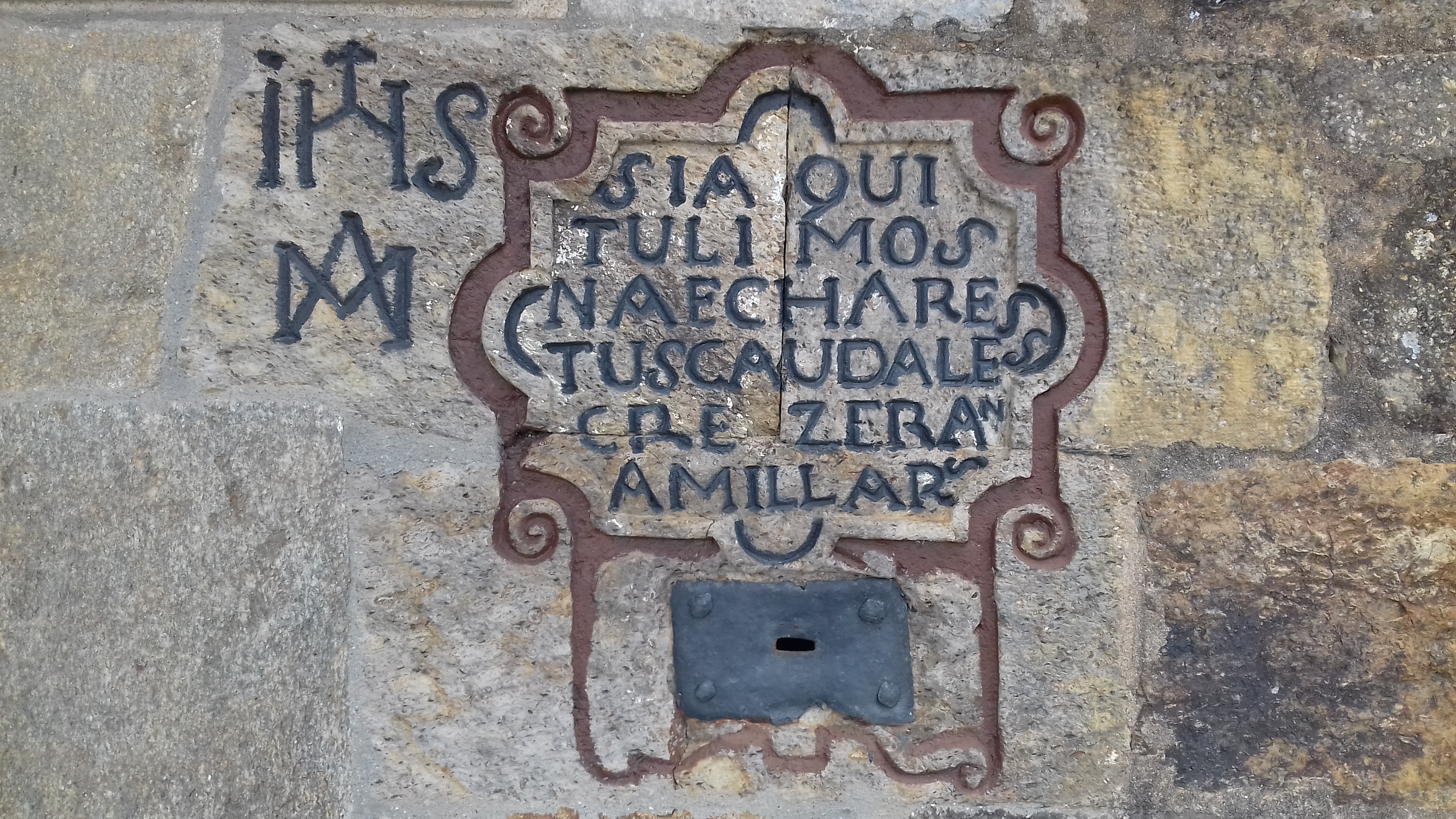
Inscripción en el santuario del Santo Cristo de la Piedad